# Димитрій (Капанадзе)
Єпископ Димитрій (груз. ეპისკოპოსი დიმიტრი, у миру Рама́з Вангерович Капана́дзе, груз. რამაზ ვანგერის ძე კაპანაძე ; 19 червня 1975, село Хоріті — 23 січня 2022) — єпископ Грузинської православної церкви, єпископ Хорнабудзький.

## Біографія
Народився 19 червня 1975 року в селі Хоріті Харагульського району у багатодітній родині — у нього було 2 брати і 2 сестри.
16 грудня 1995 року був пострижений у чернецтво з ім'ям на честь великомученика Димитрія Солунського.
10 березня 1996 був висвячений у сан ієродиякона, а 12 січня 1997 — в сан ієромонаха.
11 жовтня 2013 року рішенням Священного Синоду був обраний єпископом Маргветським та Убіським.
27 жовтня того ж року відбулося його єпископське висвячення в кафедральному соборі Светіцховелі, яке очолив католикос-патріарх всієї Грузії Ілія II.
12 січня 2015 року переведений на Хорнабудзьку єпархію
25 травня 2015 року Священний синод доручив єпископу Хорнабудзькому Димитрію тимчасове управління Еретською єпархією
Помер 23 січня 2022 року від коронавірусу.